# Indice oligochètes
L’Indice oligochètes est un indice de qualité des sédiments : Méthodologie BIEF-Cariçaie d'après IOBS. 

## Principe
Il s’agit de prélever des oligochètes aquatiques dans les sédiments d’un cours d’eau.
Il permet de suspecter des pollutions aux métaux lourds ou aux PCB, dans le cas où l’échantillon présente plus de 60 % de Tubificidae sans soies capillaires.

## Terrain
Selon la nature du sédiment dominant, le mode de prélèvement varie (Protocole BIEF-Cariçaie).
On considère qu’une station mesure entre 100 et 150 pas et que l’intervalle entre les points de prélèvements est de 30 pas. Le prélèvement de sédiments vaseux se fait donc par carottage plutôt qu’au filet qui serait rapidement colmaté.
L’échantillon, constitué de l’ensemble des prélèvements est finalement fixé au formol, et coloré à l’éosine. En cas de sédiments vaseux, un agent défloculant est incorporé (hexamétaphosphate de sodium) afin de faciliter le tamisage ultérieur.

## Laboratoire
Les oligochètes sont extraits de l’échantillon par tamisage à 0,5 mm. Pour permettre leur identification sous microscope, un montage de 100 individus identifiables est effectué entre lame et lamelle dans un milieu de montage constitué d’un mélange à parts égales de glycérine et d’acide lactique pur.
Les individus sont positionnés latéralement sur la lame de manière à pouvoir distinguer facilement les soies dorsales et les organes génitaux. Les oligochètes colorés sont identifiés à l’espèce à l’aide d’un microscope à des grossissements de 10 à 600 fois.

## Résultats
Après avoir défini la densité en oligochètes, l’indice IOBS est calculé de la façon suivante : IOBS = (10 x S)/T
Avec :
- S est le nombre total de taxons identifiés parmi les 100 oligochètes.
- T est le pourcentage du groupe dominant dans la famille des Tubificidae, groupe avec soies capillaires ou groupe sans soies capillaires, matures et immatures confondus.

Les classes de qualité sont :
- >6	bleu
- 6 à 3	vert
- 3 à 2	jaune
- 2 à 1	orange
- <1 rouge

À ces 5 classes correspondent une classe de qualité des sédiments : très bon,	bon,	moyen,	médiocre, mauvais.
L’IOBS=0 si l’échantillon ne comporte pas d’oligochète et il n’est pas calculable (NC) si l’échantillon présente moins de 100 oligochètes.